# Golpejas
Golpejas település Spanyolországban, Salamanca tartományban. Golpejas Rollán, La Mata de Ledesma, Villarmayor, Vega de Tirados és Carrascal de Barregas községekkel határos. Lakosainak száma 144 fő (2024).

## Népesség
A település népessége az elmúlt években az alábbi módon változott:
| Lakosok száma | 202  | 187  | 187  | 175  | 155  | 150  | 154  | 151  | 148  | 144  |
|               | 2001 | 2004 | 2007 | 2009 | 2012 | 2014 | 2017 | 2019 | 2022 | 2024 |